# Plakias
Plakias (Grieks: Πλακιάς) is een plaatsje op het Griekse eiland Kreta. Het ligt aan de zuidkust van Kreta, ongeveer dertig kilometer ten zuiden van de stad Rethimnon, aan de Libische Zee.
Plakias is een voormalig vissersdorpje, dat zich sinds de jaren tachtig van de twintigste eeuw voornamelijk op het toerisme richt. Er leefden in 2001 zo'n 450 permanente inwoners. De eerste vermelding van het plaatsje is uit 1961, toen het in een volkstelling voorkwam als woonplaats van zes vissers. De geschiedenis van omliggende bergdorpjes als Myrthios en Sellia gaat terug tot de Middeleeuwen.

## Bestuurlijk
Plakias valt als buurtschap gedeeltelijk onder de dorpsgemeenschap (kinotita) Mirthios en gedeeltelijk onder de dorpsgemeenschap Sellia. Deze dorpen zijn onderdeel van de voormalige gemeente Finikas. Sinds 2011 is Finikas een deelgemeente (dimotiki enotita) van de in dat jaar gevormde nieuwe gemeente (dimos) Agios Vasileios, in de Griekse bestuurlijke regio (periferia) Kreta.

## Ligging
Plakias ligt aan de monding van een beekje dat vanuit het achterland door de Kotsifoskloof naar de Baai van Plakias stroomt. Het water deelt het dorp letterlijk en figuurlijk in tweeën. Het westelijke gedeelte is van oudsher verbonden met Sellia en het oostelijke gedeelte met Myrthios. In het westelijke gedeelte liggen het haventje en het oudere deel van Plakias. Het gebied rond Plakias wordt door drie uitvalswegen ontsloten: twee lopen door respectievelijk de Kotsifoukloof en de Kourtaliotikokloof noordwaarts richting onder andere Rethimnon en Spili en een loopt via Sellia en Rodakino westwaarts langs de zuidkust richting Frangokastello en Chora Sfakion.
Het strand van Plakias loopt vanuit het dorp zo'n 1300 meter oostwaarts. Lange tijd was het gebied achter het strand nauwelijks ontwikkeld, maar sinds 2006 zijn er enkele appartementencomplexen gebouwd, langs de invalsweg en langs de strandboulevard.  Aan het einde van het strand ligt een ongeveer 300 meter lange en 40 meter hoge zeer steile en gladde rotswand. Vlak voor de wand ligt een klein duinengebied, dat bescherming biedt aan een populair naaktstrand. Vanaf de rotswand loopt een pad langs de berg naar een tunnel, die uitkomt in twee grote openingen in de bergwand. Over het pad en door de tunnel liep ooit een lorriebaan, waarover tot ongeveer 1930 kolen werden vervoerd die in de omgeving uit de grond werden gehaald. In de bergwand was een aanlegplaats voor schepen gemaakt. In de Tweede Wereldoorlog verlengden de Duitse bezetters de tunnel en hakten een tweede aanlegplaats uit, waar het water diep genoeg was om onderzeeboten te bevoorraden.
Verder oostwaarts liggen de stranden Damnoni, Ammoudi en Shinaria. Ten westen van het dorp ligt het strand Souda. In de omgeving ligt het Preveliklooster, dat een rol speelde in de Tweede Wereldoorlog. In Plakias is een jeugdherberg, de 'meest zuidelijke' van Europa.

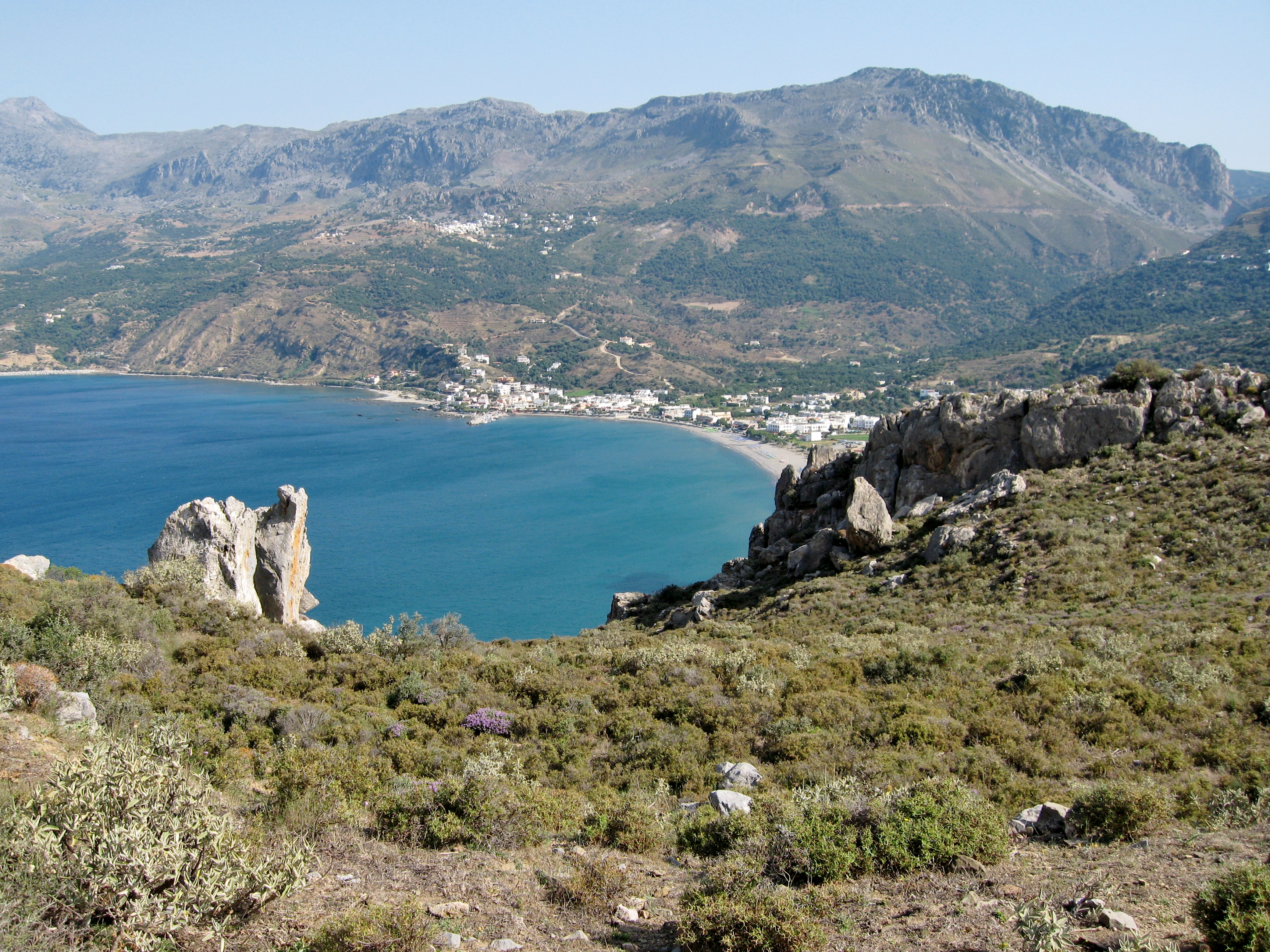
De Baai van Plakias